# General Campos (Entre Ríos)
General Campos is een plaats in het Argentijnse bestuurlijke gebied San Salvador in de provincie Entre Ríos. De plaats telt 2982 (2001) inwoners.